# دانيال كابرال
دانيال كابرال هو لاعب كرة قدم برازيلي في مركز الوسط، ولد في 14 مايو 2002.